# UNOCI

Baretka medalu ONZ za misję UNOCI

UNOCI (United Nations Operation in Cotê d'Ivoire, Operacja ONZ na Wybrzeżu Kości Słoniowej) – misja pokojowa ONZ działająca na terytorium Wybrzeża Kości Słoniowej. Została powołana do życia rezolucją Rady Bezpieczeństwa ONZ nr 1528 z 27 lutego 2004. Zastąpiła MINUCI, wspólną misję ONZ i ECOWAS o charakterze politycznym. Jej  mandat był ważny do 15 stycznia 2008. 
Głównym zadaniem personelu Operacji jest nadzorowanie implementacji porozumienia pokojowego między rządem Wybrzeża a rebeliantami z północy kraju, podpisanego w styczniu 2003. Mandat UNOCI rozciąga się także na towarzyszący jej i wspierający ją kontyngent wojsk francuskich, jednak nie są one podporządkowane Operacji organizacyjnie ani operacyjnie.
Według stanu na 31 grudnia 2006, w operację jest zaangażowanych ponad 9 tysięcy mundurowych (głównie żołnierzy, ale także policjantów) oraz blisko tysiąc osób personelu cywilnego. Na liście biorących w niej udział krajów znajduje się 41 państw, w tym Polska. Cywilnym szefem misji jest Pierre Schori (Szwecja), a dowódcą wojskowym gen. Fernand M. Amoussou (Benin). Pracą policjantów kieruje gen. Gerardo C. Chaumont (Argentyna).